# Gekiga

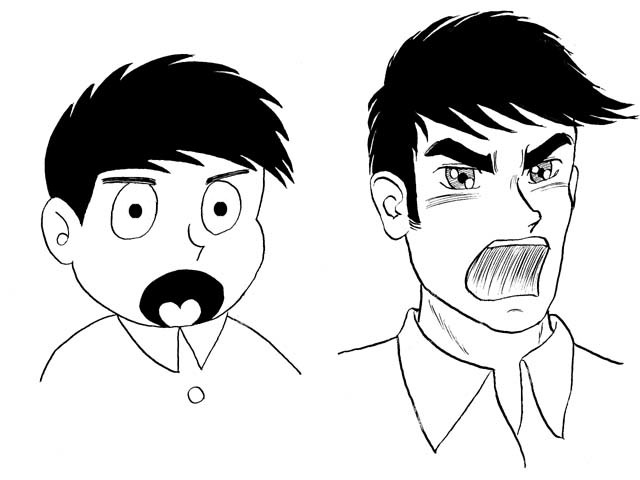
Porównanie ekspresji w większości komiksów japońskich (lewa) i w gekidze (prawa)

Gekiga (jap. 劇画, dosł. „obrazy dramatyczne”) – nurt japońskich komiksów skierowanych do dorosłego czytelnika. Komiksy te rysowane są w realistycznym stylu, z zastosowaniem grubych, szorstkich linii, ostrych kątów i gęstego kreskowania. Podejmują poważną tematykę, są zaangażowane społecznie, zmaskulinizowane. Gekiga stanowiła najpopularniejszy typ komiksów dla dorosłych w Japonii w latach 60. i 70. XX w.

## Historia
Komercyjny sukces mang dla młodszych odbiorców tworzonych przez Osamu Tezukę dał podwaliny innym twórcom pod rozwój gatunku w nowych kierunkach. Yoshihiro Tatsumi był niechętny tworzeniu komiksów dla dzieci, które jego zdaniem zawierały zbyt wiele idealistycznych i niepoważnych tematów. W 1957 roku ukuł on termin gekiga, którym chciał wyróżnić produkcje skierowane do dorosłych. W 1959 roku Tatsumi utworzył istniejący około jednego roku „Atelier gekigi” (jap. 劇画工房 Gekiga kōbō), do którego dołączyło jeszcze siedmiu innych artystów, a ideę nurtu w przedstawił w „manifeście gekigi”. Poprzez podejmowanie złożonych tematów zaangażowanych społecznie i politycznie, a także obecności seksu i przemocy, gekiga miała na celu wykreowanie dojrzałego obrazu japońskiego komiksu – co jest porównywane z podziałem na komiksy i powieści graficzne w krajach zachodnich. Część technik stosowanych przez twórców gekigi została przyjęta przez autorów mang głównonurtowych (inspirował się nimi także sam Tezuka w swoich seriach skierowanych do dorosłych) i ostatecznie kontrkulturowy status tego ruchu zaczął się osłabiać.